# Fritada de cabrito
A fritada de cabrito é um prato típico da culinária do México, especificamente do estado de Nuevo León, aliás como outras preparações com esta carne, como o cabrito al pastor, assado no espeto. A fritada é um guisado de carne e vísceras de cabrito (tripas, coração, fígado e pulmões) engrossada com o sangue do próprio cabrito.
O cabrito, assim como o carneiro e as especiarias do Mediterrâneo (tomilho e orégão, entre outras) chegaram ao México no século XVI, pelas mãos dos colonos espanhóis, muitos dos quais de origem árabe ou sefardita. Trouxeram também especialidades culinárias, como a fritada, que pode ser uma variante da “chanfaina” da Extremadura, embora essa seja tradicionalmente feita com borrego; em Portugal, existe a chanfana, feita com cabra ou bode. Outro prato local feito com cabrito é o machito, uma preparação com vísceras do cabrito embrulhadas no peritoneu e atadas com a tripa, cozidas e depois assadas na brasa.
Começa por se cozer o sangue do cabrito em água com uma pitada de sal, durante alguns minutos; escorre-se e reserva-se o sangue cozido. Cozem-se igualmente as tripas do cabrito já limpas, escorrem-se e cortam-se em pedaços. Numa panela grande, coze-se em água com uma pitada de sal, o cabrito e as restantes vísceras tudo cortado em pedaços; retira-se a espuma, junta-se orégão, manjerona, alho, louro e cebola e deixa-se cozer até o cabrito ficar tenro.